# The Kissing Booth 2
The Kissing Booth 2 ist eine US-amerikanische romantische Filmkomödie aus dem Jahr 2020 unter der Regie von Vince Marcello nach einem Drehbuch von Marcello und Jay Arnold. Der Film ist eine direkte Fortsetzung des Films The Kissing Booth aus dem Jahr 2018. Basierend auf den Kissing-Booth-Büchern von Beth Reekles spielen die Filmstars Joey King, Joel Courtney und Jacob Elordi.
Der Film wurde am 24. Juli 2020 von dem Video-on-Demand-Portal Netflix im Original veröffentlicht. Im August 2021 wurde der dritte Teil als Fortsetzung veröffentlicht.

## Handlung
Der Film beginnt damit, dass Elle ihre Zeit mit Noah nacherzählt, bevor er nach Harvard geht. Ihr Abschlussjahr beginnt damit, dass ihre Mitschülerinnen und Mitschüler darüber tuscheln, dass sie und Noah sich irgendwann trennen würden. Dies erhöht ihre Angst vor einer Trennung, auch weil Noah sich auf Instagram mit einem attraktiven Mädchen namens Chloe angefreundet hat. Elle und Lee planen erneut den Kussstand (auch in der deutschen Fassung „Kissing Booth“ genannt) für das Schulfest, während Lee versucht, Elle davon zu überzeugen, dass Marco Peña, der attraktive neue Austauschschüler, auch bekannt als „der neue Noah Flynn“, einer der Küsser sein sollte. Dieser lehnt zunächst ab, schlägt ihr jedoch vor, es zu tun, wenn Elle ihn in einem der Spiele in der Spielhalle schlägt. Unter dem Vorwand, beim Tanzspiel schlecht zu sein, bringt Elle ihn dazu, dieses Spiel zu wählen, in dem Glauben, ihn leicht schlagen zu können. Jedoch ist Marco der Spieler „MVP“, der einzige, der Elles und Lees Rekord in dem Tanzspiel brechen konnte. Knapp gewinnt Elle jedoch.
Noah schlägt vor, dass Elle sich in Harvard bewirbt, was mit ihren Plänen, an der University of California in Berkeley mit Lee zu studieren (wo sich ihre Mütter trafen und Freunde wurden), in Konflikt steht. Elle tut es, ohne es Lee zu sagen.
Elle besucht Noah in Boston, trifft seine neuen Freunde sowie Chloe, was sie verunsichert. Ihr Verdacht, Noah könne ihr untreu sein, erhärtet sich, als sie einen Ohrring unter Noahs Bett findet, was sie wütend macht. Sie konfrontiert Noah damit, der ihr versichert, dass nichts zwischen ihm und Chloe passiert sei, und sie bittet, ihm zu vertrauen. Elle spricht mit ihrem Vater über Studiengebühren, wobei er ihr zu verstehen gibt, dass das Gesparte für Harward nicht reiche. Sie ist bereit, mit Lee an einem Tanzwettbewerb mit einem Preisgeld in Höhe von 50.000 $ für den ersten Platz teilzunehmen. Lee hat einen Unfall in einer ihrer Trainingsstunden (später als vorgetäuscht entlarvt) und schlägt vor, dass Marco ihr Tanzpartner werde, was sie nicht allzu gerne akzeptiert. Letztendlich gibt Elle jedoch nach und bittet Marco darum, um ihre Chancen auf den Sieg zu erhalten. Als Marco und Elle anfangen, Zeit miteinander zu verbringen, kommen sie sich näher.
Ohne dass es Elle merkt, hat Lee Probleme in seiner Beziehung zu Rachel, da Elle überall mit ihnen hingeht und Lee und Rachel unbeabsichtigt nicht ermöglicht, Zeit als Paar zu verbringen, was Rachel ihr übel nimmt. Nachdem er Rachel im Kino warten ließ, bittet sie Lee, mit Elle zu sprechen. Er verspricht, ihrer, Rachels, Bitte nachzukommen, tut es aber nie. Der Halloween-Tanz kommt und Lee vergisst, Rachel zu sagen, dass sie die Kostüme gewechselt haben (Rachel ist als Marshmallow verkleidet, während Lee und Elle Ghostbuster-ähnliche Kostüme tragen), was sie noch mehr verärgert. Elle tanzt mit Marco, küsst ihn fast, hört aber auf, als sie den OMG-Mädchen (OMG wegen ihrer Vornamen Olivia, Mia, Gwyneth) zuhört, die über sie tratschen.
Am Tag des Tanzwettbewerbs findet Lee Elles Bewerbungen für Harvard, welche ihn verärgern. Elle und Marco zeichnen sich durch ihre Leistung aus und sie küsst ihn am Ende ihres Tanzes, ohne zu wissen, dass Noah im Publikum war, was dazu führte, dass er wegging. Elle will ihm nachlaufen, nachdem sie und Marco als Gewinner bekannt gegeben worden sind.
Das Thanksgiving-Abendessen findet im Haus der Flynns statt, wo Noah mit Chloe ankommt und Elle verärgert. Diese wird von Lee damit konfrontiert, dass sie ihm nichts von ihren Bewerbungen bei Harvard in Boston erzählt hat. Rachel ist ebenfalls verärgert über Elle; sie wirft ihr vor, dass Elle ihr und Lee keine Zeit als Paar gebe, obwohl Lee sie darum gebeten habe. Jedoch erfährt Rachel von Lee, dass er diesbezüglich nie mit Elle gesprochen hat, woraufhin sie geht. Lee holt sie ein und Rachel trennt sich von ihm: Sie habe gehört, was er zu Elle (noch im ersten Filmteil) gesagt hat: Dass er sich von Rachel trennen würde, wenn Elle es von ihm verlangen würde. Elle versucht Rachel zu überzeugen, sich mit Lee zu versöhnen, ist aber erfolglos. Sie gibt den Ohrring auch an Chloe zurück, die bestätigt, dass er ihr gehört. Auf Noahs Frage, wie der Ohrring unter sein Bett komme, verrät Chloe ihm in einer Bar, dass sie eines Nachts in Noahs Zimmer geschlafen habe, als er außer Haus war, und sie ihn damals verloren habe.
Der Tag des Schulfests kommt und Lee und Rachel versöhnen sich, nachdem sie die Augen verbunden und sich am Kussstand geküsst haben. Elle hat auch die Augen verbunden und wird von Marco angesprochen, der mit ihr über ihre Gefühle sprechen möchte. Elle erklärt Marco, dass es eine Anziehungskraft zwischen ihnen gebe, sagt ihm aber, dass nicht er, sondern Noah „der Eine“ sei, den sie liebt. Sie fährt zu Noah zum Flughafen, wo sie nur Chloe findet, die ihr sagt, dass auch Noah sie suche – am Kussstand, wie er ihr auf dem Handy schreibt. Sie vereinbaren ein Treffen im Park, wo sie sich zum ersten Mal geküsst haben. Noah gibt zu, sich geschämt zu haben, da es ihm in Harvard nicht so gut ging, wie er ursprünglich gedacht hatte. Er wollte eine Beziehung zu Chloe, wie Elle sie zu Lee hat. Elle und Noah kommen wieder zusammen.
6–7 Monate später kehrt Noah zurück und Elle, Lee und Rachel machen ihren Abschluss. Lee teilt Elle mit, dass er in Berkeley aufgenommen wurde und fragt, ob sie eine Antwort erhalten habe. Sie antwortet, dass sie sowohl in Berkeley als auch in Harvard auf der Warteliste stehe. Als Marco Elle aus der Ferne ansieht, bemerkt dies einer seiner Freunde und sagt, dass sie es nicht wert sei, aber Marco antwortet, dass sie es sei. Als Elle beide Briefumschläge in ihrem Zimmer öffnet, stellt sich heraus, dass sie an beiden Universitäten aufgenommen wurde, was sie zwingen wird, eine Entscheidung zu treffen: mit Noah nach Harvard oder mit Lee nach Berkeley.

## Besetzung und Synchronisation
| Schauspieler              | Rollenname     | Synchronsprecher    |
| ------------------------- | -------------- | ------------------- |
| Joey King                 | Rochelle Evans | Alice Bauer         |
| Joel Courtney             | Lee Flynn      | Maximilian Artajo   |
| Jacob Elordi              | Noah Flynn     | Amadeus Strobl      |
| Maisie Richardson-Sellers | Chloe Winthrop | Yvonne Greitzke     |
| Taylor Zakhar Perez       | Marco Peña     | Karim El Kammouchi  |
| Molly Ringwald            | Mrs. Flynn     | Diana Borgwardt     |
| Meganne Young             | Rachel         | Mia Diekow          |
| Stephen Jennings          | Mike Evans     | Uwe Büschken        |
| Morne Visser              | Mr. Flynn      | Robert Glatzeder    |
| Bianca Bosch              | Olivia         | Samira Jakobs       |
| Zandile Madliwa           | Gwyneth        | Friedel Morgenstern |
| Camilla Wolfson           | Mia            | Lydia Morgenstern   |

## Produktion
Im Februar 2019 wurde bekannt gegeben, dass Joey King, Joel Courtney und Jacob Elordi ihre Rollen erneut spielen würden, wobei Vince Marcello nach einem Drehbuch Regie führte, das er zusammen mit Jay Arnold schrieb. Im Mai 2019 kamen Maisie Richardson-Sellers und Taylor Zakhar Perez zur Besetzung des Films hinzu, wobei Meganne Young, Carson White und Molly Ringwald ihre Rollen erneut spielten.
Die Dreharbeiten wurde im August 2019 in Südafrika abgeschlossen.